# Daisaku Ikeda
Daisaku Ikeda (jap. 池田 大作 Ikeda Daisaku; ur. 2 stycznia 1928 w Tokio, zm. 15 listopada 2023 tamże) – japoński pisarz i filozof.

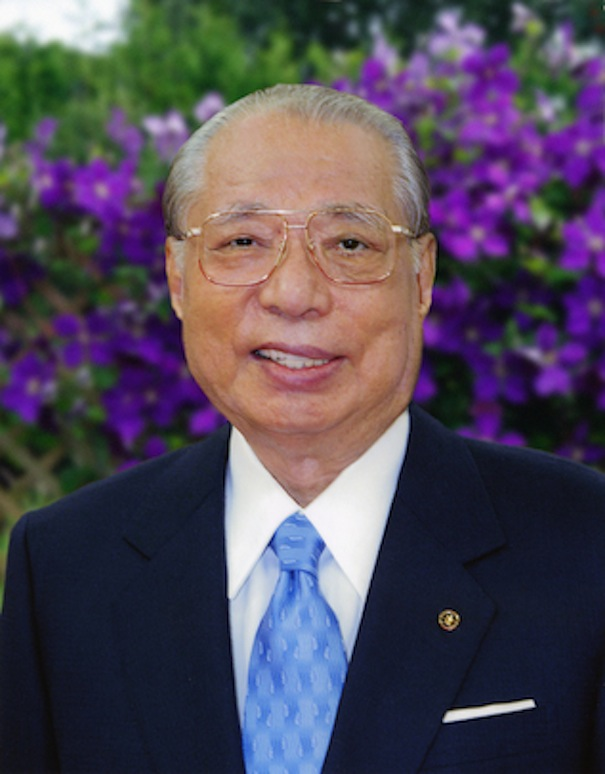
Daisaku Ikeda, 2010

Autor licznych powieści, esejów i wierszy, dawał wykłady i prowadził dyskusje poświęcone tematyce pokoju, kultury i wychowania, oparte na założeniach wywodzących się z buddyzmu w odłamie Nichirena Daishōnina.
Od 1975 roku prezes świeckiej organizacji buddyjskiej Sōka Gakkai International, pozarządowej organizacji (NGO), siostrzanej dla japońskiej Sōka Gakkai, akredytowanej przy ONZ i zrzeszającej 12 milionów członków w 192 krajach (w tym w Polsce).
Wielokrotnie wyróżniany tytułami honorowymi, w tym doktoratami honoris causa wielu uczelni na całym świecie, w 1983 roku uhonorowany nagrodą pokojową ONZ.

## Publikacje książkowe w języku angielskim
- Compassionate Light in Asia: A Dialogue razem z Jin Yong(inne języki)
- The Human Revolution (12 tomów): Rewolucja osobista w SGI(inne języki)
- The New Human Revolution (ponad 30 tomów)
- Choose Life: A Dialogue razem z Arnoldem J. Toynbee
- Dawn After Dark razem z René Huyghe
- Before It Is Too Late razem z Aurelio Peccei(inne języki)
- Human Values in a changing world razem z Bryanem Wilsonem(inne języki)
- A Lifelong Quest for Peace razem z Linusem Paulingiem
- Dialogue of World Citizens razem z Normanem Cousinsem(inne języki)
- Choose Peace razem z Johan Galtung
- Planetary Citizenship razem z Hazel Henderson(inne języki)
- Moral Lesson of the Twentieth Century razem z Michaiłem Gorbaczowem
- A Quest for Global Peace: Rotblat and Ikeda on War, Ethics, and the Nuclear Threat razem z Josephem Rotblatem
- Global Civilization: A Buddhist-Islamic Dialogue razem z Majid Tehranian
- Toward Creating an Age of Humanism razem z Johnem Kennethem Galbraithem
- Dialogical Civilization razem z Tu Weiming(inne języki)
- My Recollections
- One By One
- For the Sake of Peace
- A Youthful Diary
- The Living Buddha
- Buddhism, the First Millenium
- The Flower of Chinese Buddhism
- The Wisdom of the Lotus Sutra (6 tomów)
- On Peace, Life and Philosophy razem z Henrym Kissingerem
- Revolutions: to green the environment, to grow the human heart razem z M.S. Swaminathan(inne języki)
- Unlocking the Mysteries of Birth and Death: A Buddhist View of Life
- Life: An Enigma, a Precious Jewel
- Humanity at the Crossroads razem z Karan Singh
- The Snow Country Prince (książka dla dzieci)
- The Cherry Tree (książka dla dzieci)
- The Princess and the Moon (książka dla dzieci)
- Over the Deep Blue Sea (książka dla dzieci)
- Kanta and the Deer (książka dla dzieci)
- The Way of Youth: Buddhist Common Sense for Handling Life's Questions (z przedmową Duncana Sheika(inne języki))
- Planetary Citizenship razem z Hazel Henderson(inne języki)
- Songs of Peace: Rendezvous with Nature (Photographs) (Tokyo: Sōka Gakkai, 2005)
- "A Dialogue Between East and West: Looking to a Human Revolution" razem z Ricardo Diez-Hochleitner
- Ode to the Grand Spirit - rozmowa z Czingizem Ajtmatowem

## Lista publikacji książkowych w języku niemieckim
Lista publikacji książkowych w języku niemieckim dostępna na stronach katalogu Deutsche National Bibliothek (Niemieckiej Biblioteki Narodowej).